# Christopher Pearse Cranch
Christopher Pearse Cranch (ur. 8 marca 1813 w Alexandrii w Wirginii, zm. 20 stycznia 1892) – amerykański duchowny, poeta i malarz.

## Życiorys
Jego rodzicami byli sędzia William Cranch i Nancy Greenleaf. Studiował na Harvard Divinity School. Przez krótki czas był pastorem. Należał do Klubu Transcendentalistów i publikował w The Dial. Wypowiadał się jako poeta, a później malarz pejzażysta.
Wydał między innymi tomiki Poems (1844), The Last of the Huggermuggers. A Giant Story (1855), Kobboltozo, A Sequel to the Last of the Huggermuggers (1857), The Aeneid of Virgil (tłumaczenie, 1872), The Bird and the Bell with Other Poems (1875) i Ariel and Caliban with Other Poems (1887).